# Macina (Mali)
Macina è un comune rurale del Mali, capoluogo del circondario omonimo, nella regione di Ségou.
Il comune è composto da 21 nuclei abitati:
- Djoumédiéla
- Founou
- Guéda
- Guèna
- Kama
- Kara
- Ké-Bozo
- Kokonkourou
- Komara
- Kondona
- Konona

- Kouan Diosso
- Macina
- Mérou
- Sampana
- Selèye
- Siami
- Soumouni
- Tiélan
- Tinéma
- Touara